# Cel mai lung drum (film)
Cel mai lung drum (titlu original: The Longest Ride) este un film american din 2015, regizat de George Tillman Jr. și scris de Craig Bolotin. Este bazat pe romanul cu același nume al lui Nicholas Sparks din 2013. A fost lansat pe 10 aprilie 2015 de 20th Century Fox.